# トム・ウッド
トム・ウッド（Tom Wood、1963年4月19日 - ）は、アメリカ合衆国の俳優。

## 出演

### 映画
- 若すぎた英雄 Too Young the Hero (1988)
- 故郷への遠い道 Tiger Warsaw (1988)
- わが心のボルチモア Avalon (1990)
- ディス・イズ・マイ・ライフ This Is My Life (1992)
- 沈黙の戦艦 Under Siege (1992) ナッシュ二等兵
- アンダーカバー/炎の復讐 Mission of Justice (1992)
- 逃亡者 The Fugitive (1993) ノア・ニューマン保安官補
- アポロ13 Apollo 13 (1995)
- サバイバル・ガイド Bushwhacked (1995)
- 悪魔たち、天使たち Steal Big Steal Little (1995)
- ファイナルストーカー Close to Danger (1996)
- 木洩れ日の中で Ulee's Gold (1997)
- 殺人者はハリウッドがお好き!? Tinseltown (1997)
- 追跡者 U.S. Marshals (1998)　ノア・ニューマン保安官補
- ミート・ローフ 地獄のロック・ライダー Meat Loaf: To Hell and Back (2000)